# آواران، پاکستان
آواران (به انگلیسی: Awaran) یک شهر در پاکستان است که در شهرستان آواران واقع شده‌است. آواران ۵۲۹ متر بالاتر از سطح دریا واقع شده‌است.